# Síndrome d'aspiració de meconi
La síndrome d'aspiració meconial succeeix quan els nadons inhalen meconi durant o després del part, i aquest arriba als pulmons.
Un dels trastorns que pot afectar la salut d’un nadó és l’aspiració de meconi, també conegut com a síndrome d’aspiració meconial (SAM). Encara que pot ser greu, en la majoria de casos no suposa un problema important.
La SAM pot ocórrer abans o durant el part, quan el nadó aspira una barreja de meconi (substància viscosa i espessa de color verd fosc a negre, composta per cèl·lules mortes i secrecions de l'estómac i del fetge, que revesteix l’intestí del nounat. Són les seves primeres femtes) i líquid amniòtic (el líquid en què flota el nen dins el sac amniòtic).
El meconi inhalat pot obstruir parcialment o completament les vies respiratòries del nadó, dificultant la seva correcta respiració.
La gravetat de la síndrome dependrà de la quantitat de meconi inhalat, de l'estat de salut del nadó, i de les afeccions que pogués patir prèviament. En general, com més meconi inhala un nadó, més greu és el trastorn.
Dels nadons que expulsen el meconi durant el part, entre el 2% i el 36% inhalen meconi dins de l’úter matern, o bé a la primera respiració fora de l’úter. Dels nadons que neixen amb el líquid amniòtic tacat de meconi, l’11% presenta algun grau de la síndrome.

## Quines són les causes de la síndrome?
La SAM normalment es relaciona amb el sofriment fetal que pot estar provocat per problemes durant l'embaràs, com les infeccions, o per les dificultats que sorgeixen durant el part. Altres factors de risc per desenvolupar la SAM són els següents:
- Un part difícil.
- Una edat de gestació avançada.
- Una mare que fuma molt o que pateix diabetis, hipertensió, o alguna malaltia respiratòria o cardiovascular cròniques.
- Complicacions relacionades amb el cordó umbilical.
- Escàs creixement intrauterí.

La prematuritat no és un factor de risc. De fet, la SAM és molt poc freqüent en nadons de menys de 34 setmanes d’edat gestacional.

## Quin és el seu tractament?
Actualment, si un nadó ha inhalat meconi però se’l veu actiu, té bon aspecte i el seu batec cardíac és fort, segurament l'equip que assisteix el part només observarà el nadó per detectar possibles signes de SAM, que solen aparèixer durant les primeres 24 hores.
Si el nadó ha inhalat meconi i mostra un escàs nivell d’activitat i té una freqüència cardíaca baixa, se li hauran de desobstruir les vies respiratòries el més aviat possible, mitjançant un tub endotraqueal.
Els nadons amb SAM poden ingressar en una unitat de cures intensives neonatals (UCIN) perquè els puguin monitorar i vigilar atentament durant els dies posteriors al naixement.
La majoria de nadons amb SAM milloren en pocs dies o setmanes. Encara que poden presentar taquipnea durant diversos dies després del naixement, no solen patir lesions pulmonars greus permanents.
De tota manera, hi ha estudis que indiquen que els nadons que neixen amb aquesta síndrome tenen més risc de desenvolupar una malaltia reactiva de les vies respiratòries (pulmons hipersensibles amb més probabilitats d’acabar desenvolupant asma).

## Prevenció
Si una dona embarassada, en trencar aigües, observa que el líquid amniòtic és d’un color verd fosc, indicatiu de la presència de meconi, és molt important que informi el metge.
També s’utilitza la monitorització fetal durant el part per observar la freqüència cardíaca del nadó, per si aquest presentés signes de patiment fetal. En alguns casos, els metges poden recomanar la amnioinfusió per eliminar el meconi del sac amniòtic abans que el nadó pugui inhalar-lo durant el part.
Encara que la SAM és una complicació del part que pot espantar bastant els pares, la majoria de casos no són greus. Si un nadó aspira meconi durant el part, el tractament s’aplica immediatament.

## Persones afectades per SAM
L'actor Edu Malet (Sant Sadurní d'Anoia) al néixer va patir al 9 de Juny de 1997 aquesta síndrome degut a un part difícil. Va caler una cesària per dur a terme el part, i varen ser més de nou hores de naixement. El seu estat d’oxigen en sang era molt baix, per això el to de pell s’havia enfosquit, i es patia per la seva vida. El van traslladar de l’Hospital comarcal de Vilafranca del Penedès al Hospital La Maternitat i Sant Ramon. On allà va ser ingressat immediatament durant catorze dies. Al cap de dotze mesos li van realitzar unes proves d’electroencefalograma per descartar cap anomalia. La recuperació del jove actor va ser molt bona i actualment no pateix cap seqüela sobre la síndrome.